# لیورنو
شهر لیورنو (به ایتالیایی: Livorno) با جمعیت ۱۶۰٬۹۴۹ نفر در ناحیه توسکانی در کشور ایتالیا واقع شده‌است.

## نگارخانه

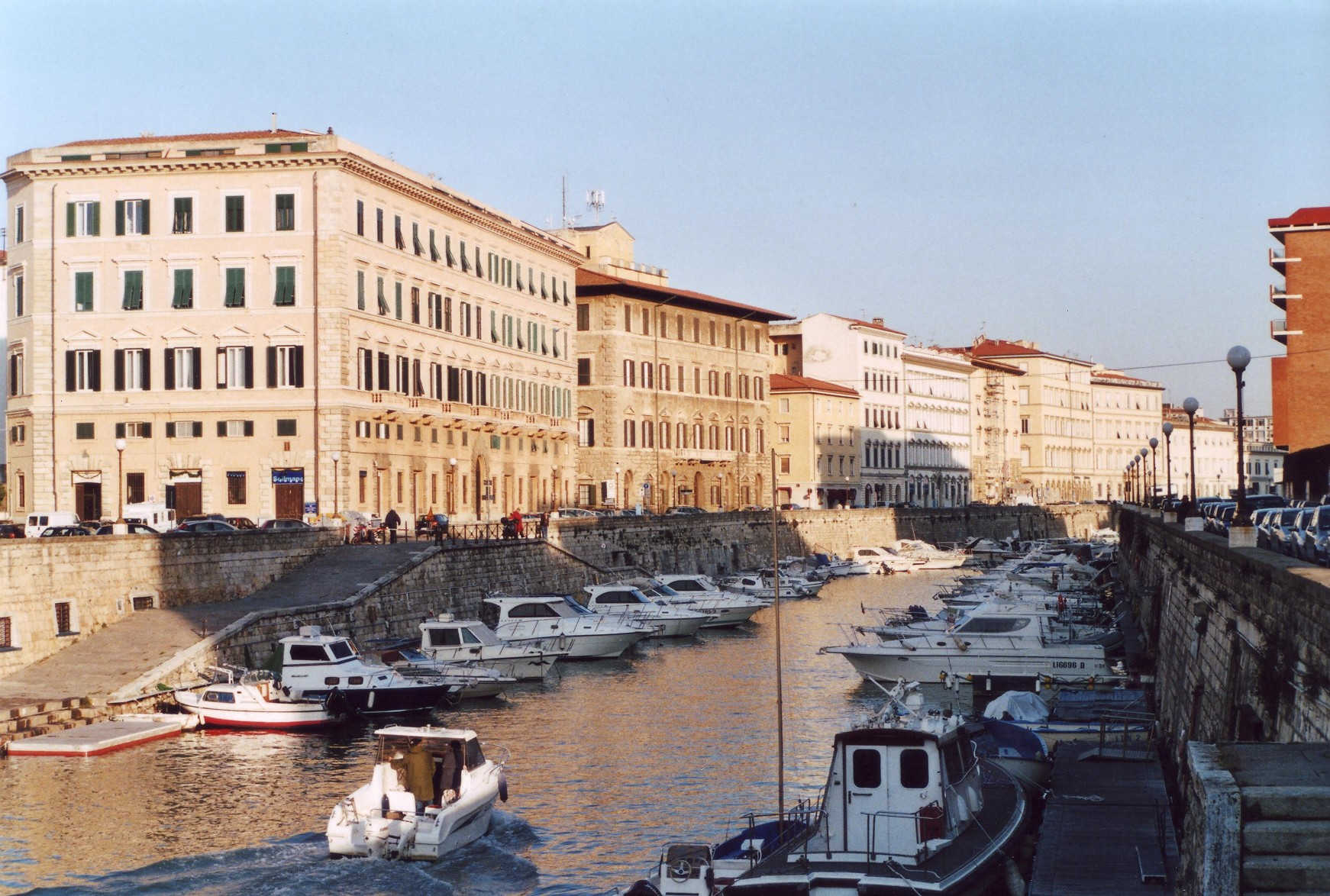
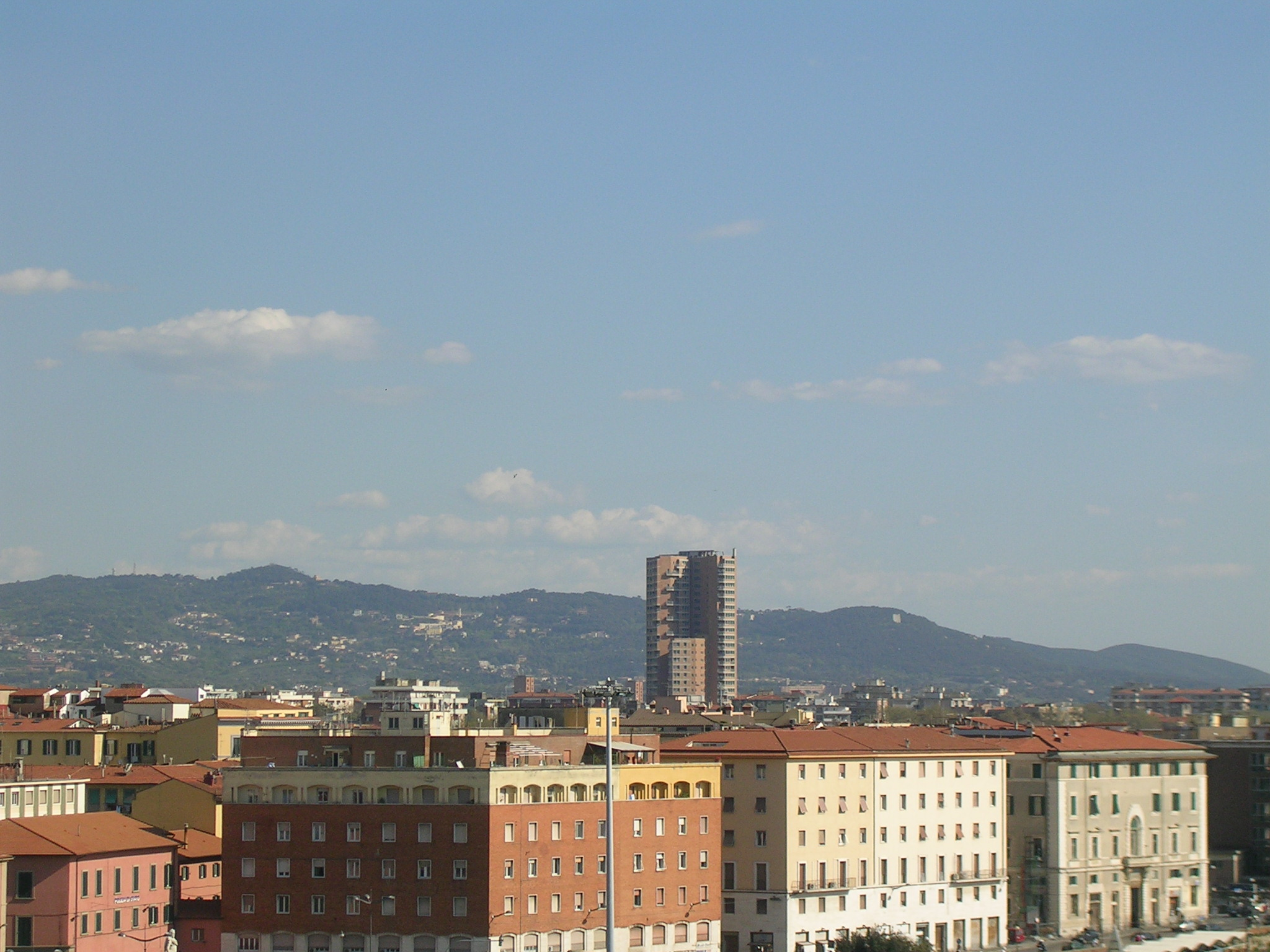
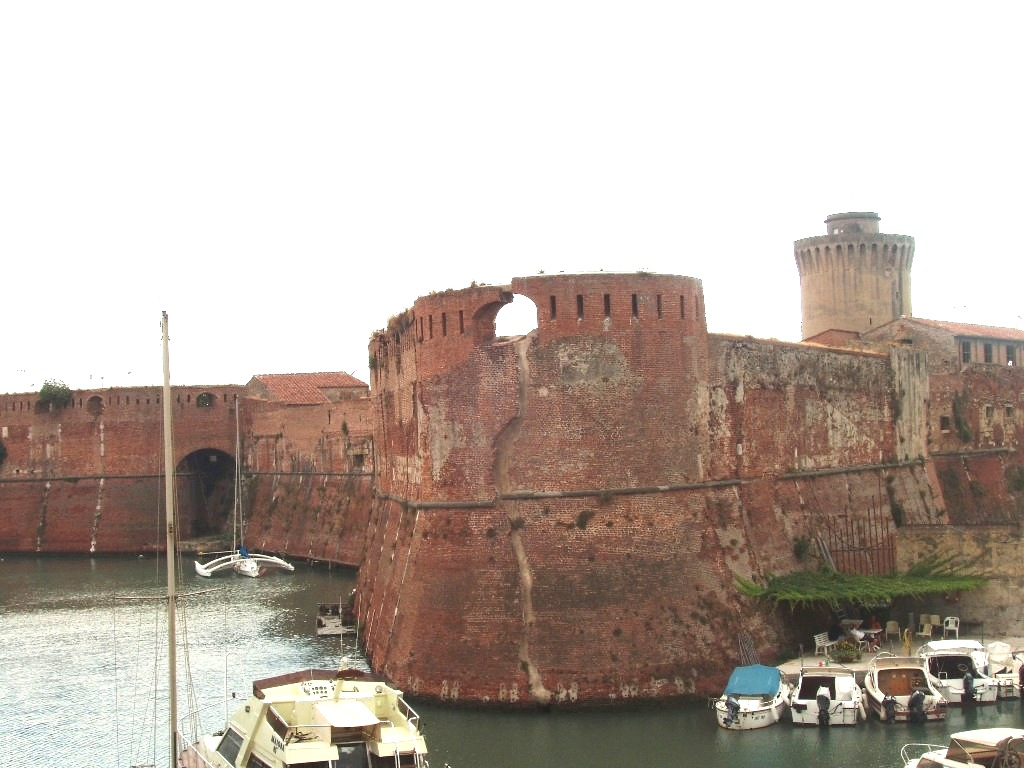
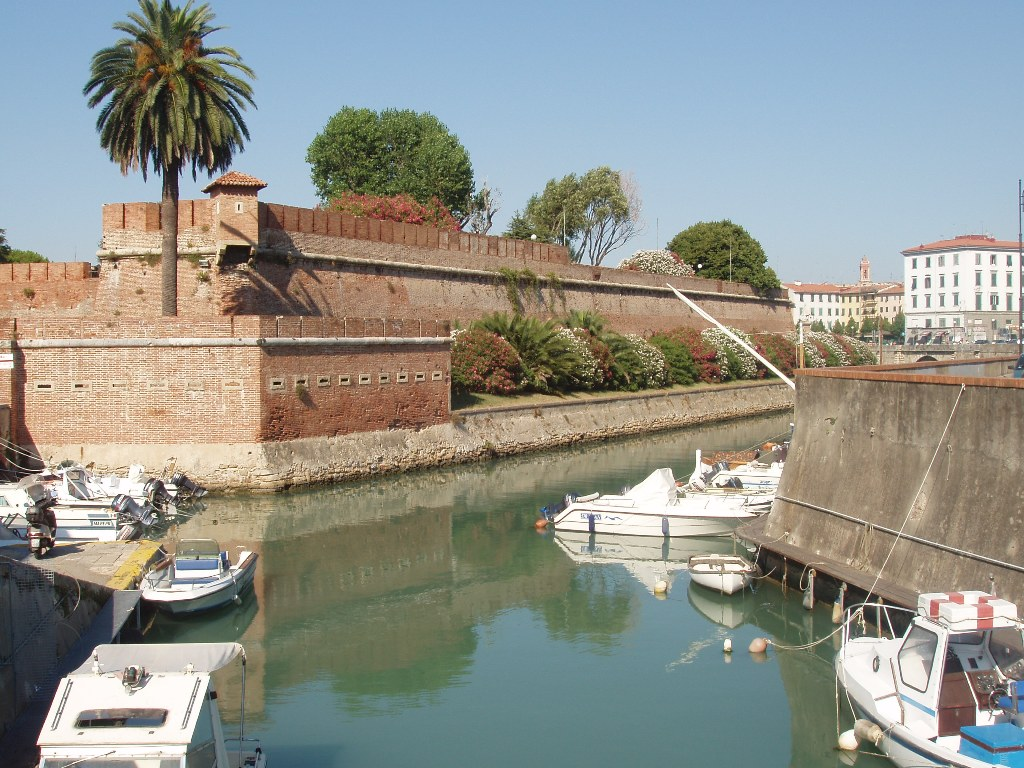
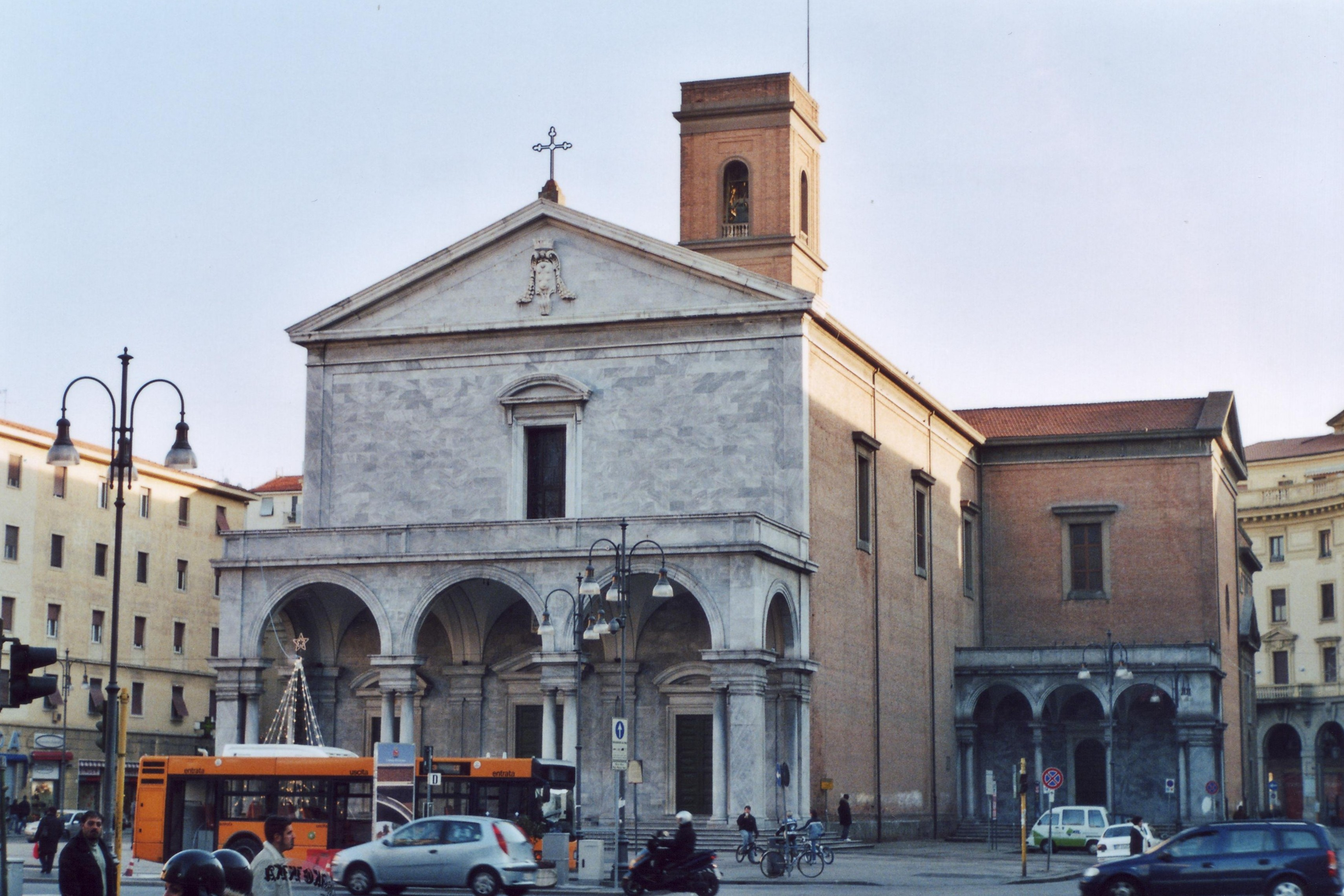
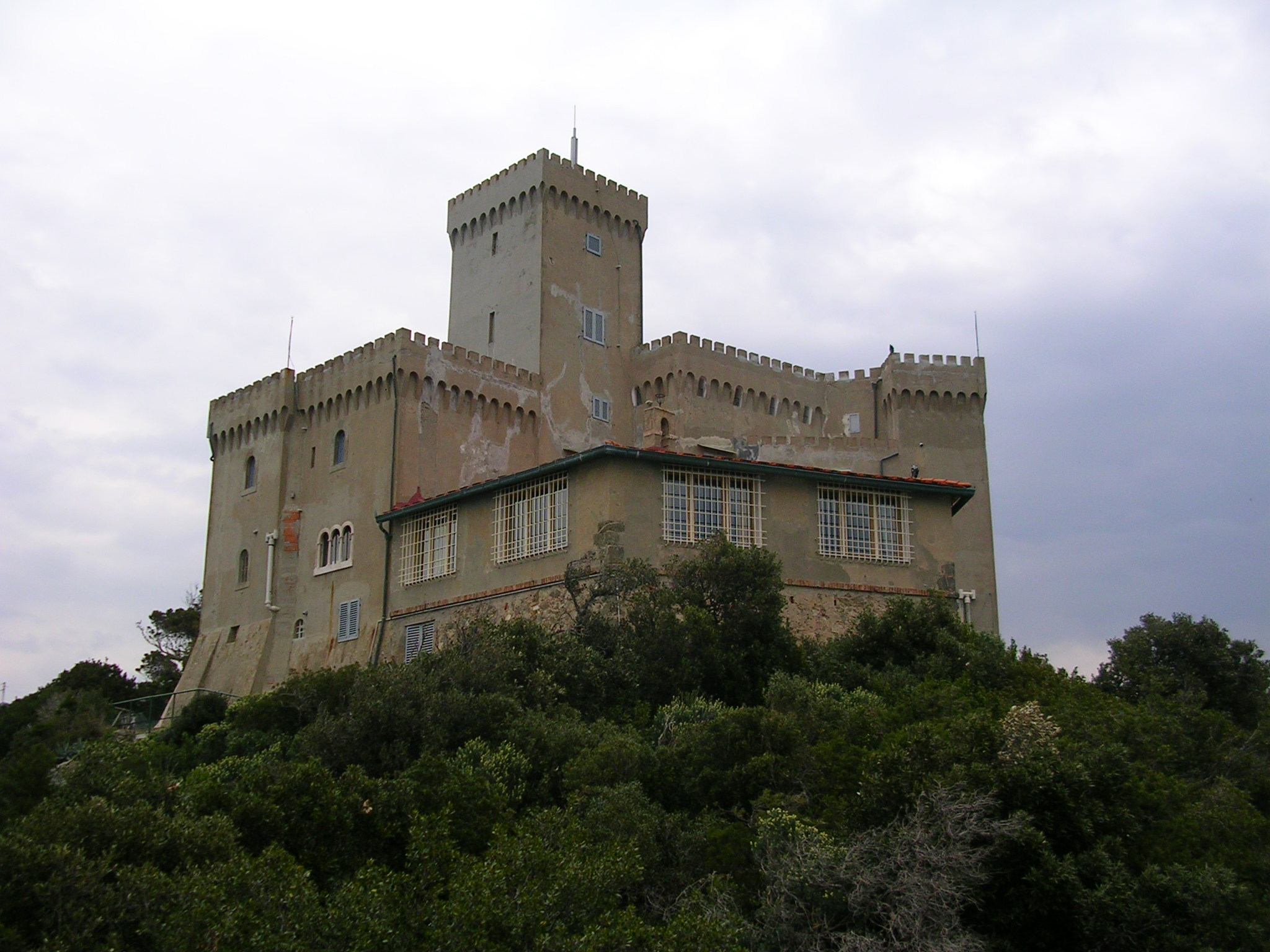
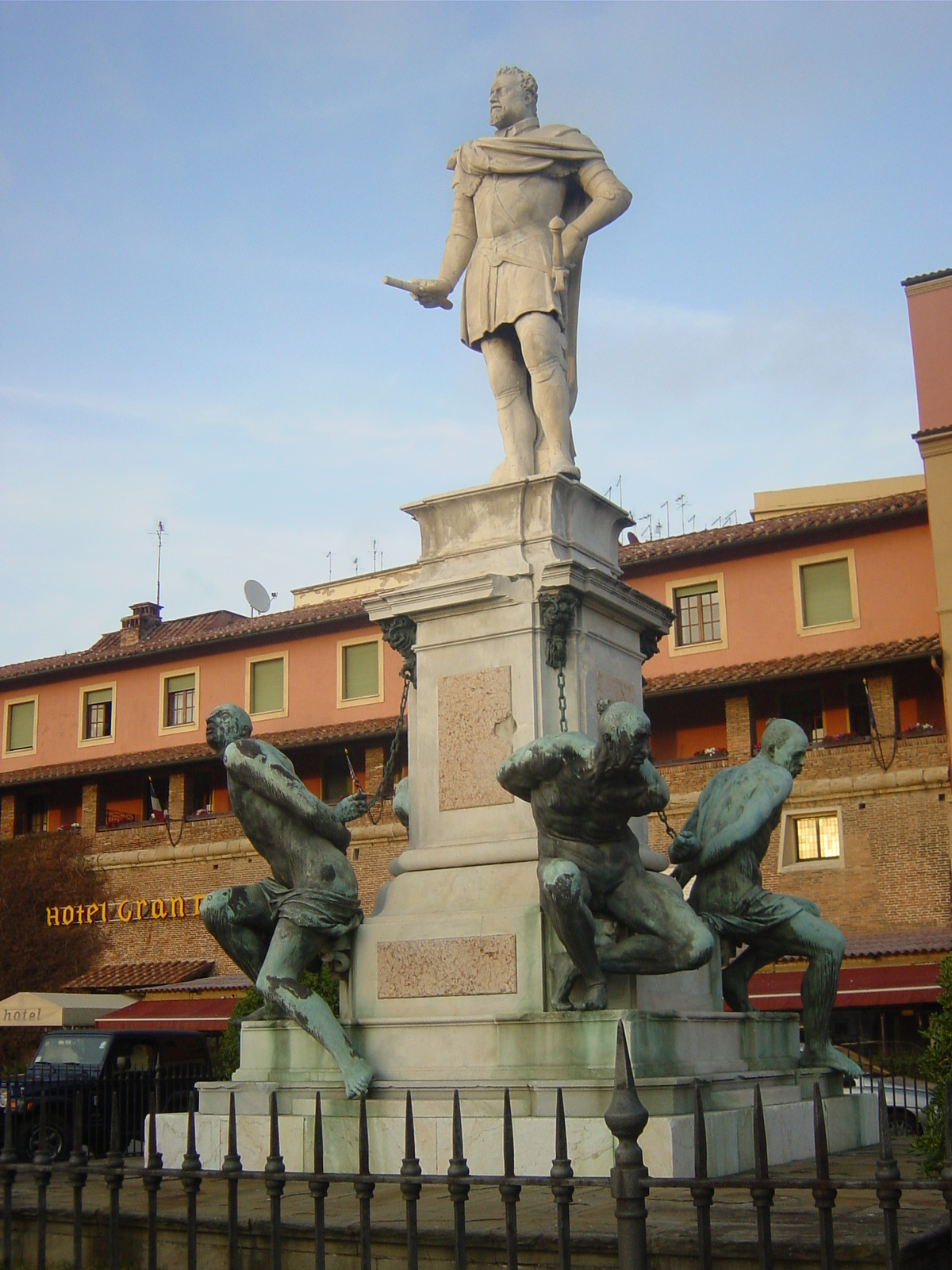
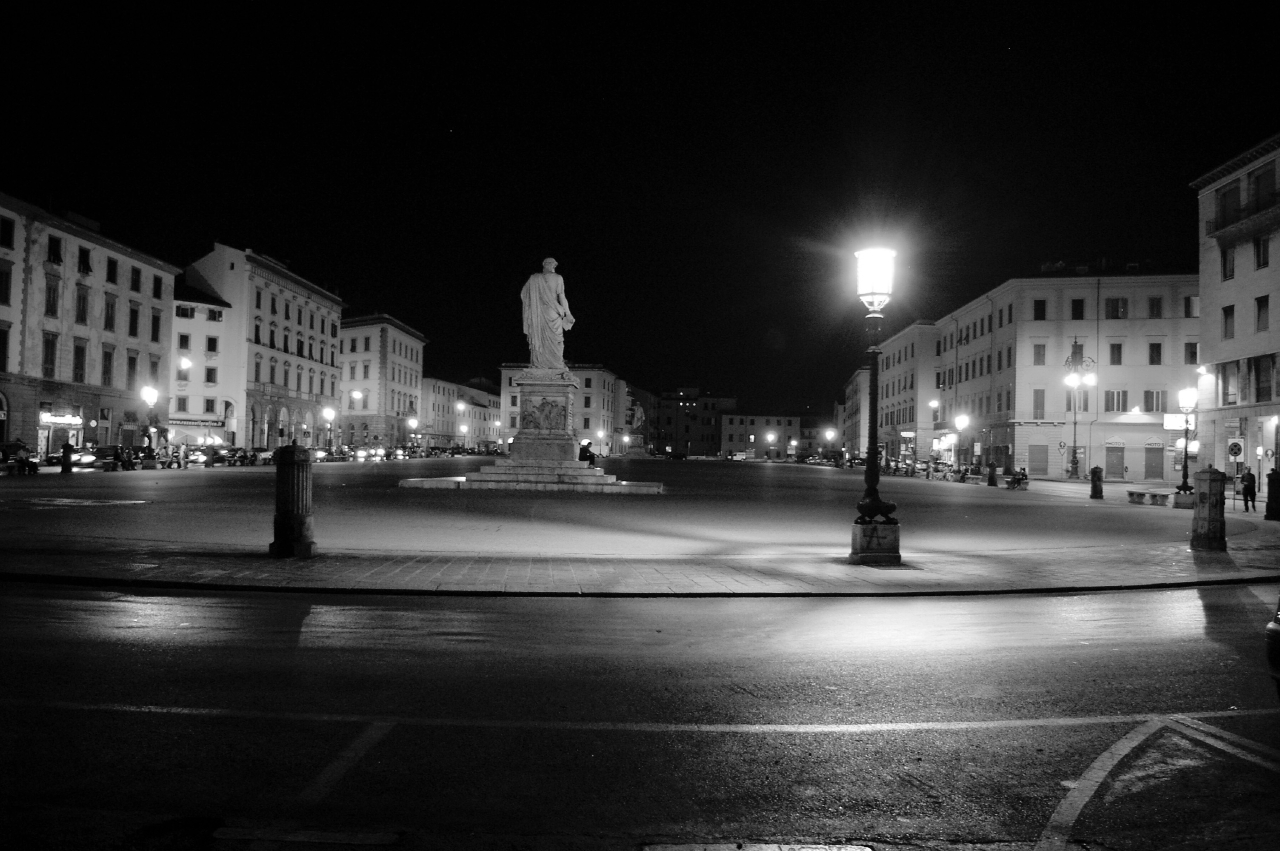
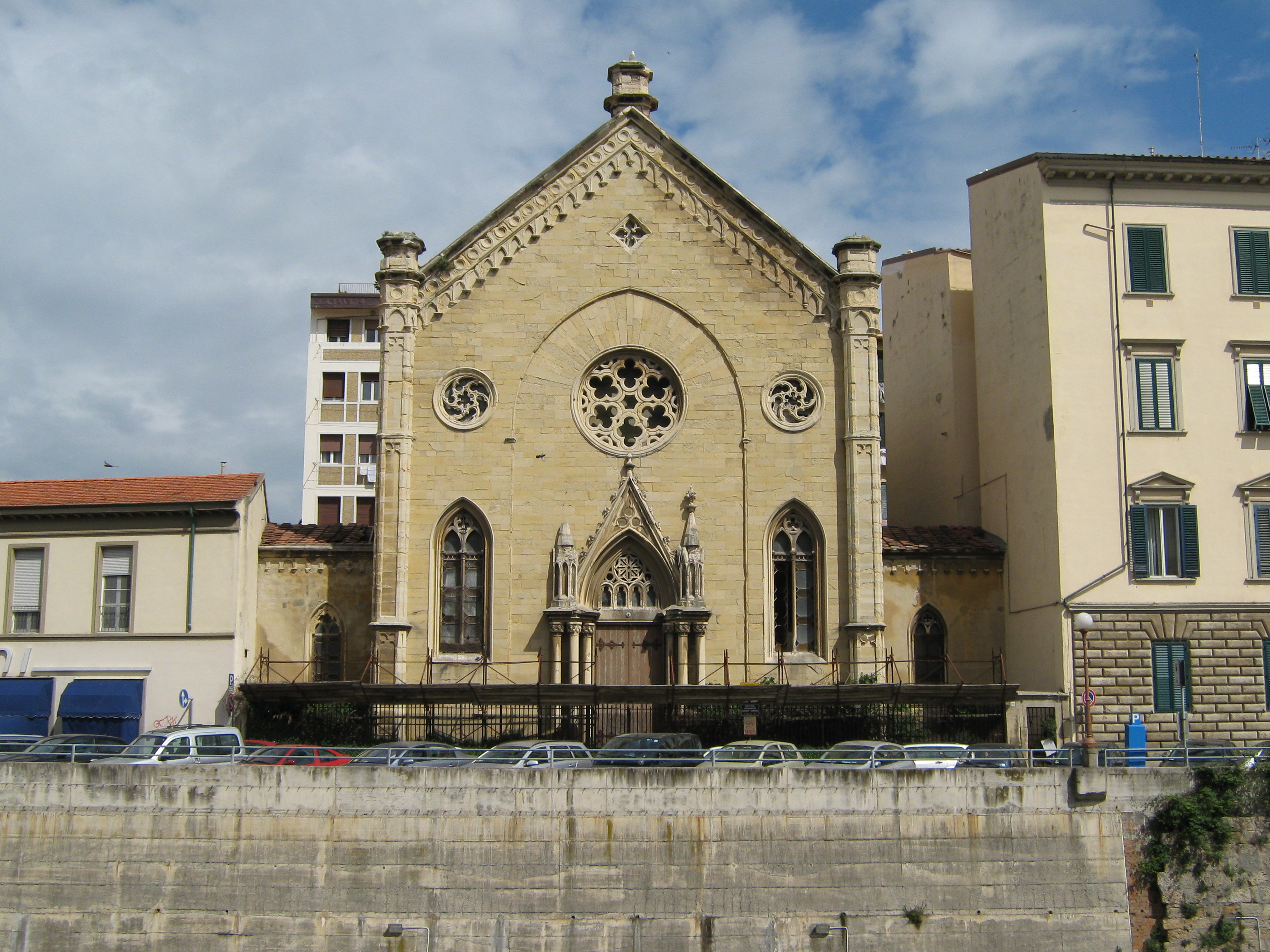